# Cyphomyrmex morschi
Cyphomyrmex morschi é uma espécie de inseto do gênero Cyphomyrmex, pertencente à família Formicidae.